# 江头村和长岗岭村古建筑群
江头村和长岗岭村古建筑群位于中国广西桂林市灵川县，为全国重点文物保护单位。
江头村古建筑群位于灵川县青狮潭镇江头村甘棠江畔，具有1100多年历史，为周敦颐后人生息之地。村内现存住房180多座、620多间，多为明清时期建筑，祠堂房舍多坐西朝东。明代建筑为穿斗式结构，一般比较低矮，有照壁窗。清代建筑多为青砖建成，山墙多样，期间梁柱，雕饰众多。该村历史上共有168人做官，其中五品以上37人，二品4人，一品4人，有“才子村”和“清官村”之誉。
长岗岭村位于海洋山北侧余脉中，灵川县灵田镇附近。因灵渠年久失修，水路逐渐衰落，湘桂间陆路交通兴旺，商贾往来频繁，该村即发展湘桂陆路中。该村有数百年历史，明清年间有“小南京”之誉。